# Kalle Ankas bättre jag
Kalle Ankas bättre jag (även Kalle Ankas lägre jag) (engelska: Donald's Better Self) är en amerikansk animerad kortfilm med Kalle Anka från 1938.

## Handling
Kalle Anka är på väg till skolan, men på vägen träffar han på sina båda samveten. Det goda samvetet som vill att ska sköta sig och gå till skolan, medan det onda vill att han ska skolka och röka istället.

## Om filmen
Delar av filmens animation kom att återanvändes i den senare Kalle Anka-filmen Donald's Decision, som var en av 1940-talets propagandafilmer.

### Svenska visningar
Filmen hade svensk premiär den 30 januari 1939 på biografen Spegeln i Stockholm.
Filmen hade svensk nypremiär den 1 december 1956 på biografen Aveny i Göteborg och ingick i kortfilmsprogrammet Kalle Ankas snurriga gäng tillsammans med kortfilmerna Kalle Ankas kusin, Plutos lekkamrat, Kalle Ankas aktersnurra, Figaro och Cleo och Piff och Puff och Kalle Anka. Stockholmspremiären av kortfilmsprogrammet ägde rum 3 december samma år på Sture-Teatern.

## Rollista
- Clarence Nash – Kalle Anka
- Thelma Boardman – Kalles goda samvete
- Don Brodie – Kalles onda samvete[9]